# Resilience
Resilience – piąty album studyjny amerykańskiej grupy muzycznej Drowning Pool.

## Lista utworów
| Nr  | Tytuł utworu            | Długość |
| --- | ----------------------- | ------- |
| 1.  | „Anytime Anyplace”      | 3:36    |
| 2.  | „Die for Nothing”       | 3:12    |
| 3.  | „One Finger and a Fist” | 3:06    |
| 4.  | „Digging These Holes”   | 3:48    |
| 5.  | „Saturday Night”        | 3:53    |
| 6.  | „Low Crawl”             | 3:39    |
| 7.  | „Life of Misery”        | 3:50    |
| 8.  | „Broken Again”          | 3:19    |
| 9.  | „Understand”            | 3:41    |
| 10. | „Bleed With You”        | 3:30    |
| 11. | „Skip to the End”       | 3:38    |
| 12. | „In Memory of”          | 3:57    |
| 13. | „Blindfold”             | 3:11    |
| 14. | „Apathetic”             | 3:54    |
| 15. | „One Way Prophecy”      | 3:59    |
|     |                         | 54:13   |

## Twórcy
- Jasen Moreno – wokal
- C.J. Pierce – gitara
- Stevie Benton – gitara basowa
- Mike Luce – perkusja